# Річард Айоаді
Річард Еллеф Айоаді (англ. Richard Ellef Ayoade, нар. 23 травня 1977) — англійський комік, режисер, сценарист, телеведучий, актор і автор, найбільш відомий своєю роллю ІТ-техніка Моріса Мосса в ситкомі The IT Crowd (2006—2013), яка принесла йому премію BAFTA 2014 року за найкращу чоловічу комедійну роль. Часто працює разом з Ноелем Філдінгом, Джуліаном Барраттом, Меттом Беррі, Метью Голнессом та Річем Фулчером.

## Біографія
Народився у Гаммерсміті (район Лондона), відвідував Коледж св. Катаріни у Кембриджі, де був президентом театрального клубу Footlights (1998—1999). Айоаді та Меттью Голнесс дебютували зі своїми персонажами Діном Лірнером та Гартом Маренгі на мистецькому фестивалі Edinburgh Festival Fringe у 2000 році — пізніше ці герої опинилися на телебаченні у серіалі «Темне місце Гарта Маренгі» (2004) та передачі «Чоловік чоловікові з Діном Лернером» (2006). До того, як потрапити в The IT Crowd, Айоаді з'являвся в комедійних шоу The Mighty Boosh (2004—2007) та Nathan Barley (2005). Айоаді був режисером музичних відеороликів для Arctic Monkeys, Vampire Weekend, Yeah Yeah Yeahs та Kasabian, а пізніше став сценаристом і режисером комедійно-драматичного фільму «Субмарина» у 2010 році, адаптації роману Джо Данторна 2008 року. Айоаді зіграв в американському науково-фантастичному комедійному фільмі «Сусіди на стрьомі» у 2012 році та чорній комедії «Двійник» (2013) на основі однойменної повісті Федора Достоєвського.
Айоаді часто виступав на панельних шоу, зокрема у The Big Fat Quiz of the Year, і виступав капітаном команди в Was It Something I Said? у 2013 році. Брав участь в озвучуванні багатьох анімаційних проєктів, включаючи фільми «Сімейка монстрів» (2014), «Рання людина» (2018), «Lego Фільм 2: Друга частина» (2019) і «Душа» (2020), а також телевізійні шоу Strange Hill High (2013–14) та Apple & Onion (з 2018). Айоаді написав три комедійні книги про кіно: «Айоаді про Айоаді: Кінематографічна одісея» (2014), «Захват фільму» (2017) і «Айоаді на вершині» (2019).

## Нагороди та номінації
| Рік  | Номіновано                 | Нагорода                                                                    | Результат |
| ---- | -------------------------- | --------------------------------------------------------------------------- | --------- |
| 2012 | Субмарина                  | BAFTA Award for Outstanding Debut by a British Writer, Director or Producer | Номінація |
| 2014 | The IT Crowd               | British Academy Television Award for Best Male Comedy Performance           | Перемога  |
| 2017 | Travel Man                 | British Academy Television Award for Best Feature                           | Номінація |
| 2011 | Субмарина                  | British Independent Film Award for Best Screenplay                          | Перемога  |
| 2011 | Субмарина                  | The Douglas Hickox Award                                                    | Номінація |
| 2008 | The IT Crowd               | International Emmy Award for Best Comedy Series                             | Перемога  |
| 2013 | Джессі Айзенберг — Двійник | New Horizons Competition — Best Actor                                       | Перемога  |